# Myrmicaria reichenspergeri
Myrmicaria reichenspergeri är en myrart som beskrevs av Santschi 1925. Myrmicaria reichenspergeri ingår i släktet Myrmicaria och familjen myror. Inga underarter finns listade i Catalogue of Life.